# Bedřich Pondělíček
Prof. RNDr. Bedřich Pondělíček, DrSc. (24. září 1932 Turnov, Československo – 4. leden 2001) byl český matematik a pedagog.

## Biografie
Vytudoval matematiku a deskriptivní geometrii na MFF UK. Prakticky celou kariéru působil na Elektrotechnické fakulté ČVUT. Mezi lety 1978 a 1991 vedl katedru matematiky.